# Бежецкий округ
Бежецкий округ — административно-территориальная единица Московской области, существовавшая в 1929—1930 годах.
Бежецкий округ был образован в 1929 году. В его состав вошли следующие территории бывшей Тверской губернии:
- Весьегонский уезд полностью
- Бежецкий уезд кроме Киверичского, Ивановского, Сетковского и Некрасовского сельсоветов Киверичской волости; Заклинского и Иваньковского сельсоветов Моркиногорской волости; Диевского сельсовета Киверичской волости; Заручьевского сельсовета и селений Волхово, Спорное (Выселок), Плоское, Воротилово, Хмелевка, Селы, Бояриха, Ново-Каликино, Новое, хутора: Старожилка, Малые Осинки, Зяблицы, Мякишевы Горы, Юрьевка, Дубниха, Чахлово и Юрьевец Трестенского сельсовета Трестенской волости.
- из Вышневолоцкого уезда Михайловская волость полностью; сельсоветы Брусовской волости: Подусовский, Столоповский, Раевский, Ручковский, Ворожебский, Столбинский, Покровский и Паулинский; сельсоветы Козловской волости: Петровский, Боровский и Винжинский, селения той же волости: Береговое Козловского сельсовета, и Данилково Овинниковского сельсовета; сельсоветы Парьевской волости: Язовецкий, Телятниковский и Мущелянский полностью, Хмелевский сельсовет, той же волости, без селений: Сальниково, Высокуша, Белавино, Брындино и Хмелевка; Парьевский сельсовет, той же волости, без деревни Тупики.
- из Кимрского уезда Кашинская и Славковская волости.

Центром округа был назначен город Бежецк.
Округ был разделён на 10 районов:
- Бежецкий,
- Весьегонский,
- Кашинский,
- Кесовский,
- Краснохолмский,
- Максатихинский,
- Михайловский,
- Молоковский,
- Сандовский
- Сонковский.

23 июля 1930 года Бежецкий округ, как и большинство остальных округов СССР, был упразднён. Его районы отошли в прямое подчинение Московской области (Постановление ЦИК Союза ССР) (Собрание законов и распоряжений Рабоче-крестьянского Правительства СССР. I отдел. № 37 от 8 августа 1930 г. - ст. 400).